# Campionati europei di pugilato dilettanti 1981
I Campionati europei di pugilato dilettanti maschili 1981 si sono tenuti a Tampere, Finlandia, dal 2 al 10 maggio 1981. È stata la 24ª edizione della competizione biennale organizzata dall'EABA. 170 pugili da 22 Paesi hanno partecipato alla competizione.

## Risultati
| Categoria                   | Oro                                    | Argento                              | Bronzo                                                  |
| --------------------------- | -------------------------------------- | ------------------------------------ | ------------------------------------------------------- |
| Pesi minimosca (kg 48)      | Ismail Mustafov Bulgaria               | Dietmar Geilich Germania Est         | Shamil Sabirov Unione Sovietica Gerard Hawkins Irlanda  |
| Pesi mosca (kg 51)          | Petăr Lesov Bulgaria                   | Constantin Titoiu Romania            | Bogdan Maczuga Polonia Jarmo Eskelinen Finlandia        |
| Pesi gallo (kg 54)          | Viktor Mirochnichenko Unione Sovietica | Sami Buzoli Jugoslavia               | Stefan Gertel Germania Ovest Dumitru Cipere Romania     |
| Pesi piuma (kg 57)          | Richard Nowakowski Germania Est        | Krzysztof Kosedowski Polonia         | Róbert Gönczi Ungheria Serik Nurkassov Unione Sovietica |
| Pesi leggeri (kg 60)        | Viktor Rybakov Unione Sovietica        | Carlo Russolillo Italia              | Frédéric Geoffroy Francia Vesa Wiik Finlandia           |
| Pesi superleggeri (kg 63.5) | Vassiliy Chizhov Unione Sovietica      | Mirko Puzović Jugoslavia             | Dietmar Schwarz Germania Est Nikolai Ganev Bulgaria     |
| Pesi welter (kg 67)         | Serik Konakbayev Unione Sovietica      | Karl-Heinz Krüger Germania Est       | Tibor Molnár Ungheria Vesa Koskela Finlandia            |
| Pesi superwelter (kg 71)    | Aleksandr Koškin Unione Sovietica      | Miodrag Perunović Jugoslavia         | Mihail Takov Bulgaria Imre Némedi Ungheria              |
| Pesi medi (kg 75)           | Yuriy Torbek Unione Sovietica          | Pedro van Raamsdonk Paesi Bassi      | Zygmunt Gosiewski Polonia Valentin Silaghi Romania      |
| Pesi mediomassimi (kg 81)   | Aleksandr Krupin Unione Sovietica      | Georgica Donici Romania              | Ondrej Pustai Cecoslovacchia Kurt Seiler Germania Ovest |
| Pesi massimi (kg 91)        | Aleksandr Yagubkin Unione Sovietica    | Jürgen Fanghänel Germania Est        | Ion Cernat Romania Vasil Bosakov Bulgaria               |
| Pesi supermassimi (kg 91 +) | Francesco Damiani Italia               | Vyacheslav Yakovlev Unione Sovietica | Ulli Kaden Germania Est Azis Salihu Jugoslavia          |

## Medagliere
| Posizione | Paese            | Oro | Argento | Bronzo | Totale |
| --------- | ---------------- | --- | ------- | ------ | ------ |
| 1         | Unione Sovietica | 8   | 1       | 2      | 11     |
| 2         | Bulgaria         | 2   | 0       | 3      | 5      |
| 3         | Germania Est     | 1   | 3       | 2      | 6      |
| 4         | Italia           | 1   | 1       | 0      | 2      |
| 5         | Jugoslavia       | 0   | 3       | 1      | 4      |
| 6         | Romania          | 0   | 2       | 3      | 5      |
| 7         | Polonia          | 0   | 1       | 2      | 3      |
| 8         | Paesi Bassi      | 0   | 1       | 0      | 1      |
| 9         | Finlandia        | 0   | 0       | 3      | 3      |
| 9         | Ungheria         | 0   | 0       | 3      | 3      |
| 11        | Germania Ovest   | 0   | 0       | 2      | 2      |
| 12        | Cecoslovacchia   | 0   | 0       | 1      | 1      |
| 12        | Francia          | 0   | 0       | 1      | 1      |
| 12        | Irlanda          | 0   | 0       | 1      | 1      |
|           | Totale           | 12  | 12      | 24     | 48     |